# 新潟県道131号六日町停車場線

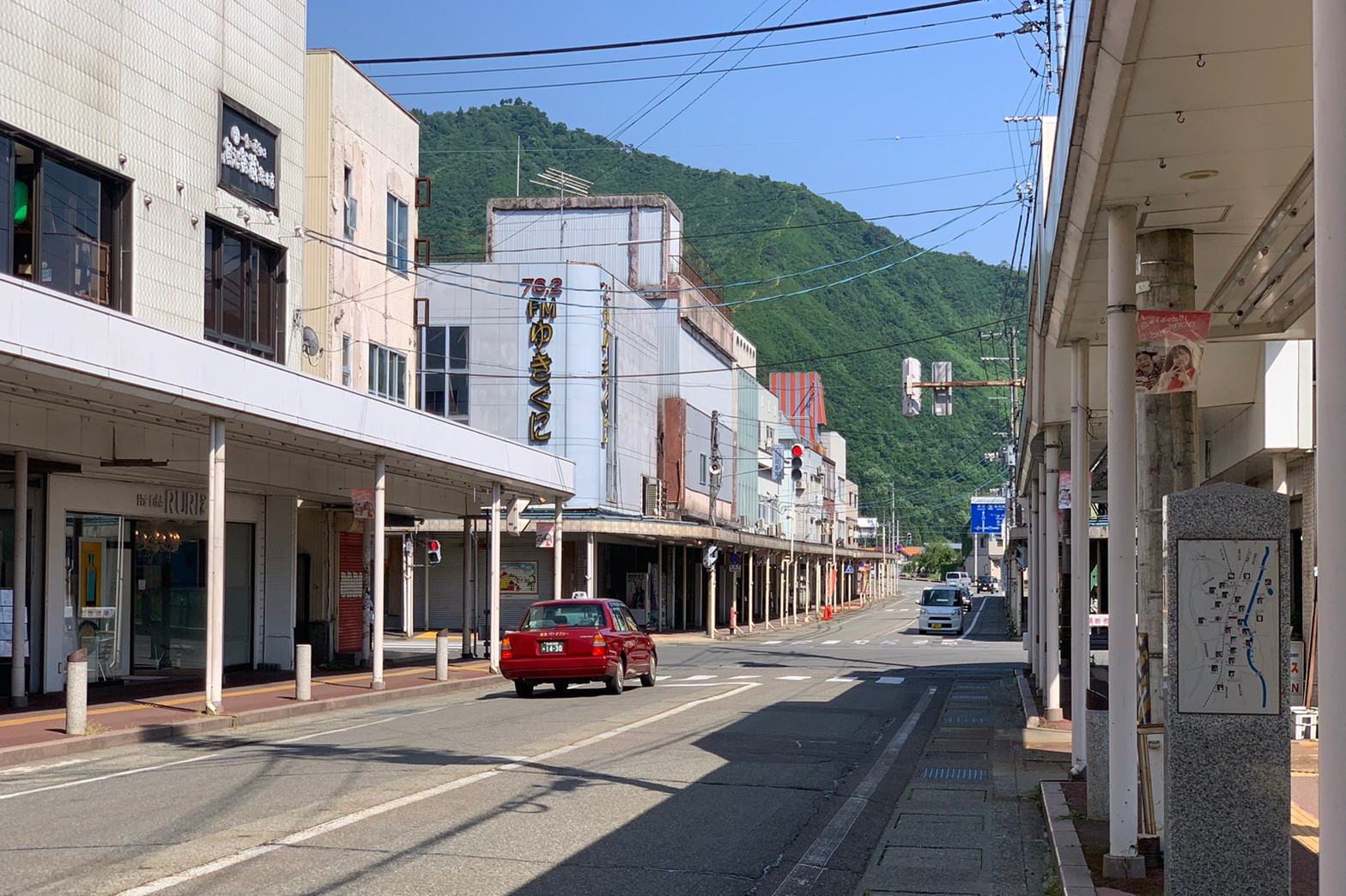
国道17号との交差点付近（2022年5月）

新潟県道131号六日町停車場線（にいがたけんどう131ごう むいかまちていしゃじょうせん）は、新潟県南魚沼市内を通る一般県道である。

## 概要

### 路線データ
- 起点：六日町停車場（新潟県南魚沼市六日町字北沖）
- 終点：新潟県南魚沼市坂戸（国道291号交点）

## 歴史
- 2004年（平成16年）10月 - 六日町大橋開通[1]

## 路線状況
六日町大橋は2013年（平成25年）9月18日から2022年（令和4年）12月7日まで一般国道291号および県道大月六日町線と重用していた。

### 橋梁
- 六陽橋（十二沢川）
- 六日町大橋（魚野川）

## 地理

### 通過する自治体
- 新潟県
  - 南魚沼市

### 交差する道路
- 国道17号（三国街道）（六日町交差点）
- 新潟県道434号大月六日町線（南魚沼市六日町字屋敷）
- 国道291号（坂戸バイパス）（南魚沼市坂戸（終点））

### 沿線
- 六日町駅
- 魚野川